# 佐光幸恵
佐光 幸恵（さこう ゆきえ）は、日本のアニメーター、キャラクターデザイナー。スタジオダブ出身のアニメーターで、スタジオ・エックスにも所属していた。原画と作画監督を務める場合が多い。

## 参加作品

### テレビアニメ
1992年
- ジャイアントロボ THE ANIMATION -地球が静止する日（1992年 - 1998年、動画チェック・動画）

1994年
- 機動武闘伝Gガンダム（1994年 - 1995年、動画）

1996年
- 爆走兄弟レッツ&ゴー!!（原画）
- ハーメルンのバイオリン弾き（1996年 - 1997年、原画）

1997年
- シティーハンターグッド・バイ・マイ・スイート・ハート（動画チェック）
- 超魔神英雄伝ワタル（1997年 - 1998年、原画・動画チェック）
- Aika（1997年 - 1999年、原画）

1998年
- DTエイトロン（原画）
- Bビーダマン爆外伝（1998年 - 1999年、原画）
- カードキャプターさくら（1998年 - 2000年、原画）

1999年
- 天使になるもんっ!（原画）
- ベターマン（原画）
- THE ビッグオー The first season（1999年 - 2000年、原画）

2000年
- 炎のらびりんす（原画）
- サクラ大戦（原画）
- BRIGADOON まりんとメラン（2000年 - 2001年、原画）
- アルジェントソーマ（2000年 - 2001年、原画）

2001年
- 新白雪姫伝説プリーティア（原画）
- Z.O.E Dolores, i（原画）
- 学園戦記ムリョウ（原画）
- スクライド（原画）
- ヒカルの碁（2001年 - 2003年、作画監督・原画）

2002年
- GetBackers-奪還屋-（2002年 - 2003年、作画監督）

2003年
- スクラップド・プリンセス（原画）
- THE ビッグオー second season（作画監督協力・原画）
- 最遊記 RELOADHE（原画・OP）

2004年
- マリア様がみてる（原画・OP）
- ゆめりあ（原画・OP）
- 美鳥の日々（サブデザイン）
- スチームボーイ（原画）

2005年
- 鴉 -KARAS-（2005年 - 2007年、作画監督・作画監督補佐・原画）
- トリニティ・ブラッド（作画監督・原画）
- あまえないでよっ!!（OP原画）
- CLUSTER EDGE（2005年 - 2006年、作画監督・原画）

2006年
- 桜蘭高校ホスト部（原画）
- コードギアス 反逆のルルーシュ（2006年 - 2007年、作画監督・作画監督補佐・原画・動画）

2007年
- アフロサムライ（原画）

2008年
- コードギアス 反逆のルルーシュ R2（作画監督・総作画監督・作画監督補佐・原画）
- 機動戦士ガンダム00（2008年 - 2009年、原画）

2009年
- 黒神（第二原画）
- リストランテ・パラディーゾ（作画監督）
- 宇宙をかける少女（原画）
- にゃんこい!（総作画監督・作画監督・作画監督補佐）

2010年
- 黒執事II（原画・OP2）
- あそびにいくヨ!（作画監督）
- 薄桜鬼 碧血録（総作画監督・原画・OP）
- ソウルイーターレイトショー（2010年 - 2011年、原画・ED2）

2011年
- GOSICK -ゴシック-（原画・ED）
- お兄ちゃんのことなんかぜんぜん好きじゃないんだからねっ!!（BL作画）
- 青の祓魔師（作画監督・作画監督補佐・原画・第二原画）
- うたの☆プリンスさまっ♪ マジLOVE1000%（総作画監督・作画監督）
- 機動戦士ガンダムAGE（2011年 - 2012年、原画・ED4）

2012年
- 夏雪ランデブー（原画・OP）

2013年
- 銀河機攻隊 マジェスティックプリンス（総作画監督・作画監督・原画）

2016年
- マジきゅんっ!ルネッサンス（総作画監督・作画監督・原画）

2018年
- ニル・アドミラリの天秤（キャラクターデザイン）

2020年
- NOBLESSE -ノブレス-（作画監督）

2021年
- RE-MAIN（作画監督）
- さんかく窓の外側は夜（総作画監督）

### 劇場アニメ
- もののけ姫（1997年、動画）
- カードキャプターさくら 封印されたカード（2000年、原画）
- 超劇場版ケロロ軍曹（2006年、原画）
- 劇場版 銀魂 新訳紅桜篇（2010年、原画）
- いばらの王 -King of Thorn-（2010年、原画）
- 劇場版ポケットモンスター ダイヤモンド&パール 幻影の覇者 ゾロアーク（2010年、原画）
- 劇場版 機動戦士ガンダム00 -A wakening of the Trailblazer-（2010年、原画）

### OVA
- 天使禁猟区（2000年、原画）
- Z.O.E 2167 IDOLO（2001年、作画監督補・原画）
- ナコルル 〜あのひとからのおくりもの〜 郷里之畏友編（2002年、原画）
- ナースウィッチ小麦ちゃんマジカルて（2004年、作画監督）

### Webアニメ
- 美少女戦士セーラームーンCrystal（2014年、キャラクターデザイン）

### ゲーム
- ToHeart2 XRATED（2005年、原画・OP）
- クラスターエッジ 〜君を待つ未来への証〜（2006年、キャラクターデザイン）
- 虹色の王子様（2007年、キャラクターデザイン・原画）
- コードギアス 反逆のルルーシュ LOST COLORS（2008年、ムービーパート・作画監督）